# Il segno del potere
Il segno del potere (titolo originale The Hand of Power) è un romanzo poliziesco del 1927 di Edgar Wallace.

## Trama
La giovane attrice Betty Carew viene a conoscenza di una terribile verità sul suo tutore, il dottor Joshua Laffin. Ma più della sorpresa e del dolore per l'atroce scoperta dovrà sconvolgerla il pericolo che adesso corre. L'improvvisa comparsa di due loschi personaggi mascherati, appartenenti ai Figli di Ragusa, lascia presagire l'esistenza di una spietata organizzazione criminale.

## Personaggi Principali
- Dott Joshua laffin - medico e tutore di Betty Carew
- Betty Carew - attrice
- Bill Holbrook - funzionario della Pips e giornalista
- Bullott - ispettore di Scotland Yard
- Clive Lowbridge - barone di Lowbridge
- Benson - maggiordomo di Lowbridge
- Leiff Stone - gran priore dei Figli di Ragusa
- Fratello John - consigliere dei Figli di Ragusa
- Lambert Stone - milionario americano
- Toby Marsh - scassinatore
- Pawter - presidente dell'agenzia Pips
- Harvey Hale - capitano della Marina
- Ambulante Lane - marinaio
- La Florette - ballerina
- Caroline Hamshaw - madre di La Florette
- Van Campe e De Fell - impresari teatrali

## Edizioni
- Edgar Wallace, Il segno del potere, traduzione di Mida, collana Il Giallo Economico Classico (n. 10), Newton Compton Editori, 1993,  p. 192.